# Wydział Budownictwa Politechniki Częstochowskiej
Wydział Budownictwa Politechniki Częstochowskiej – jeden z sześciu wydziałów Politechniki Częstochowskiej.

## Historia
Wskutek zarządzenia Ministerstwa Nauki, Szkolnictwa Wyższego i Techniki, w czerwcu 1975 roku został utworzony Instytut Inżynierii Lądowej na prawach wydziału. Na podstawie zarządzenia MNSzWiT z 6 marca 1984 roku przekształcono Instytut Inżynierii Lądowej na prawach wydziału w Wydział Budownictwa. Na podstawie zarządzenia MEN z 12 lutego 1992 roku Wydział Budownictwa zmienił nazwę na Wydział Budownictwa i Inżynierii Środowiska. Zarządzeniem nr 2 MEN z dnia 21 stycznia 1997 roku z Wydziału Budownictwa i Inżynierii Środowiska wydzielono Wydział Budownictwa oraz Instytut Inżynierii Środowiska jako jednostkę podstawową.

## Kierunki kształcenia
Dostępne kierunki:
- Budownictwo (studia I i II stopnia)
- Budownictwo z wykorzystaniem automatyki i robotyki (studia I stopnia)
- Budownictwo z wykorzystaniem technologii BIM  (studia I i II stopnia)

## Poczet dyrektorów i dziekanów
1. prof. dr hab. inż. Roman Wiktor Janiczek (1975–1976)
2. doc. dr inż. Zbigniew Pruziński (1976–1978)
3. prof. dr inż. Józef Ledwoń (1978–1979)
4. doc. dr inż. Stanisław Ochoński (1979–1982)
5. prof. dr hab. Aleksander Szymon Grabara (1982–1984)
6. prof. dr inż. Józef Ledwoń (1984–1986)
7. doc. dr inż. Józef Cisło (1986–1990)
8. dr hab. Stanisław Lewowicki, prof. PCz (1990–1993)
9. doc. dr inż. Stanisław Ochoński (1993–1996)
10. prof. dr hab. inż. Wojciech Nowak (1996–1997)
11. prof. dr hab. inż. Zbigniew Kowal (1997–1999)
12. dr hab. inż. Sławomir Kosiński, prof. PCz (1999–2005)
13. dr hab. inż. Jarosław Rajczyk, prof. PCz (2005–2012)
14. dr hab. inż. Lucjan Kurzak, prof. PCz (2012–2016)
15. dr hab. inż. Maciej Major, prof. PCz (od 2016)

## Władze Wydziału
W kadencji 2020–2024:
| Stanowisko                    | Imię i nazwisko                       |
| ----------------------------- | ------------------------------------- |
| Dziekan                       | dr hab. inż. Maciej Major, prof. PCz  |
| Kierownik dyscypliny naukowej | dr hab. Małgorzata Ulewicz, prof. PCz |
| Kierownik dydaktyczny         | dr inż. Jacek Halbiniak               |
| Kierownik ds. rozwoju         | dr inż. Aleksandra Repelewicz         |

## Struktura organizacyjna
| Katedra                                 | Kierownik                              |
| --------------------------------------- | -------------------------------------- |
| Katedra Budownictwa Lądowego            | dr inż. Jarosław Kalinowski            |
| Katedra Inżynierii Procesów Budowlanych | dr hab. inż. Jacek Selejdak, prof. PCz |